# Dawid Kubacki
Dawid Grzegorz Kubacki (*12. března 1990, Nowy Targ) je polský skokan na lyžích. Na Zimních olympijských hrách v Pekingu v roce 2022 získal v závodě na středním můstku bronzovou medaili, když skončil za Rjójem Kobajašim a Manuelem Fettnerem. Má také bronzovou medaili ze závodu družstev ze Zimních olympijských her v roce 2018. Je mistrem světa ve skocích na lyžích na středním můstku z roku 2019.
Ve Světovému poháru ve skocích na lyžích debutoval v září 2005 v německém Bischofshofenu, poprvé bodoval v lednu 2006 v závodě v Harrachově, když skončil na 22. místě. Od té doby vyhrál celkem 5 závodů Světového poháru, celkově se nejlépe umístil čtvrtý, a to v sezoně 2019/2020. Zvítězil na Turné čtyř můstků 2019/2020, o rok později skončil třetí. Kromě prvního místa z individuálního závodu na mistrovství světa má také zlatou medaili z týmového závodu z roku 2017 a dvě bronzové z let 2013 a 2021. Z Mistrovství světa v letech na lyžích se také s polským týmem dvakrát umístil třetí, a to v letech 2018 (Obertsdorf) a 2020 (Planica).
Zúčastnil se tří olympijských her (2014 Soči, 2018 Pchjongčchang, 2022 Peking). Celkem třikrát vyhrál FIS Ski Jumping Summer Grand Prix, a to v letech 2017, 2019 a 2020. Jeho osobním rekordem je 236,5 metru na mamutím můstku Letalnica z března 2018.

## Osobní život
Dne 1. května 2019 se oženil s Martou Majcherovou, v prosinci 2020 se jim narodila dcera Zuzana.